# Trypoxylus
Trypoxylus – rodzaj chrząszczy z rodziny poświętnikowatych i podrodziny rohatyńcowatych.
Chrząszcze o ciele długości od 32 do 53 mm. Oskórek mogą mieć nagi lub porośnięty delikatnymi szczecinkami. Czułki zbudowane są z dziesięciu członów i zakończone krótką buławką. Nadustek jest ścięty lub wykrojony. Żuwaczki mają wierzchołki wyostrzone, niezmodyfikowane, pozbawione wycięcia. Dymorfizm płciowy jest silnie zaznaczony. Samce mają na czole i przedpleczu rozwidlone wyrostki zwane rogami, przy czym te na czole mogą mieć dwa lub cztery wierzchołki. U samic na czole widnieje tylko poprzeczne żeberko z trzema szczytami, a przedplecze zaopatrzone jest w płytką bruzdę przez środek. Punktowanie powierzchni pokryw jest delikatne i nie tworzy podwójnych rządków. Przednia para odnóży ma golenie z trzema ząbkami, smuklejsze u samców niż u samic. Stopy przedniej pary u samców nie są rozszerzone. Golenie tylnej pary mają na krawędziach wierzchołkowych po dwa krótkie i szerokie zęby. Pygidium jest słabo wypukłe u samic, zaś silnie wypukłe u samców.
Owady te znane są z Chin, Korei, Japonii i Tajwanu.
Rodzaj obejmuje dwa opisane gatunki:
- Trypoxylus dichotomus (Linnaeus, 1771)
- Trypoxylus kanamorii (Nagai, 2006)